# ريناته بروير
ريناته بروير (بالألمانية: Renate Breuer)‏ هي راكبة الكنو ألمانية، ولدت في 1 ديسمبر 1939 في برلين في ألمانيا.

## وصلات خارجية
- ريناته بروير على موقع أوليمبيديا (الإنجليزية)